# صندوق الرياض ريت
صندوق الرياض ريت هو صندوق استثمار عقاري متداول متوافق مع ضوابط الشريعة الإسلامية. ويعمل الصندوق وفقاً للائحة صناديق الاستثمار العقاري والتعليمات الخاصة بصناديق الاستثمار العقارية المتداولة الصادرة من هيئة السوق المالية. رأس مال الصندوق هو (1,633,000,010) مليار وستمائة وثلاثة وثلاثين مليون وعشرة ريالات سعودي 

## وصلات خارجية
- الرياض ريت حقائق وأرقام